# Бендкув (Томашовський повіт)
Бендкув (пол. Będków) — село в Польщі, у гміні Бендкув Томашовського повіту Лодзинського воєводства.
Населення — 637 осіб (2011).
У 1975-1998 роках село належало до Пйотрковського воєводства.

## Демографія
Демографічна структура станом на 31 березня 2011 року:
|          | Загалом | Допрацездатний вік | Працездатний вік | Постпрацездатний вік |
| -------- | ------- | ------------------ | ---------------- | -------------------- |
| Чоловіки | 307     | 52                 | 229              | 26                   |
| Жінки    | 330     | 53                 | 197              | 80                   |
| Разом    | 637     | 105                | 426              | 106                  |